# NGC 1505
NGC 1505 ist eine Linsenförmige Galaxie vom Hubble-Typ SB0 im Sternbild Eridanus am Südsternhimmel. Sie ist schätzungsweise 433 Millionen Lichtjahre von der Milchstraße entfernt und hat einen Durchmesser von etwa 115.000 Lichtjahren. Die Galaxie bildet mit der kleineren NGC 1504 wahrscheinlich ein gravitativ gebundenes Paar.
Das Objekt wurde am  31. Dezember 1885 von Ormond Stone entdeckt.